# Ramus communicans

Míšní nervy. 1. somatický eferentní 2. somatický aferentní 3,4,5. sympatický eferentní 6,7. sympatický aferentní

Ramus communicans je nerv propojující dva jiné nervy.

## Ramus communicans griseus
Šedý (Ramus communicans griseus) postupuje z paravertebrálního ganglia do míšního nervu a jeho větvení. Je přítomen u každého míšního segmentu.

## Ramus communicans albus
Bílý (Ramus communicans albus) poměrně silný myelinizovaný nerv, který obsahuje pregangliová vlákna z nuclei intermediomediales a parasympathici sacrales. Z kmene nervu běží k paravertebrálním autonomním gangliím, kde dochází k přepojení na postgangliový neuron. Tato vlákna jsou obsažena pouze v míšních nervech segmentů C7 – L2 (sympatická) a S2 – S4 (parasympatická).